# フリデリク・ブッフホルツ

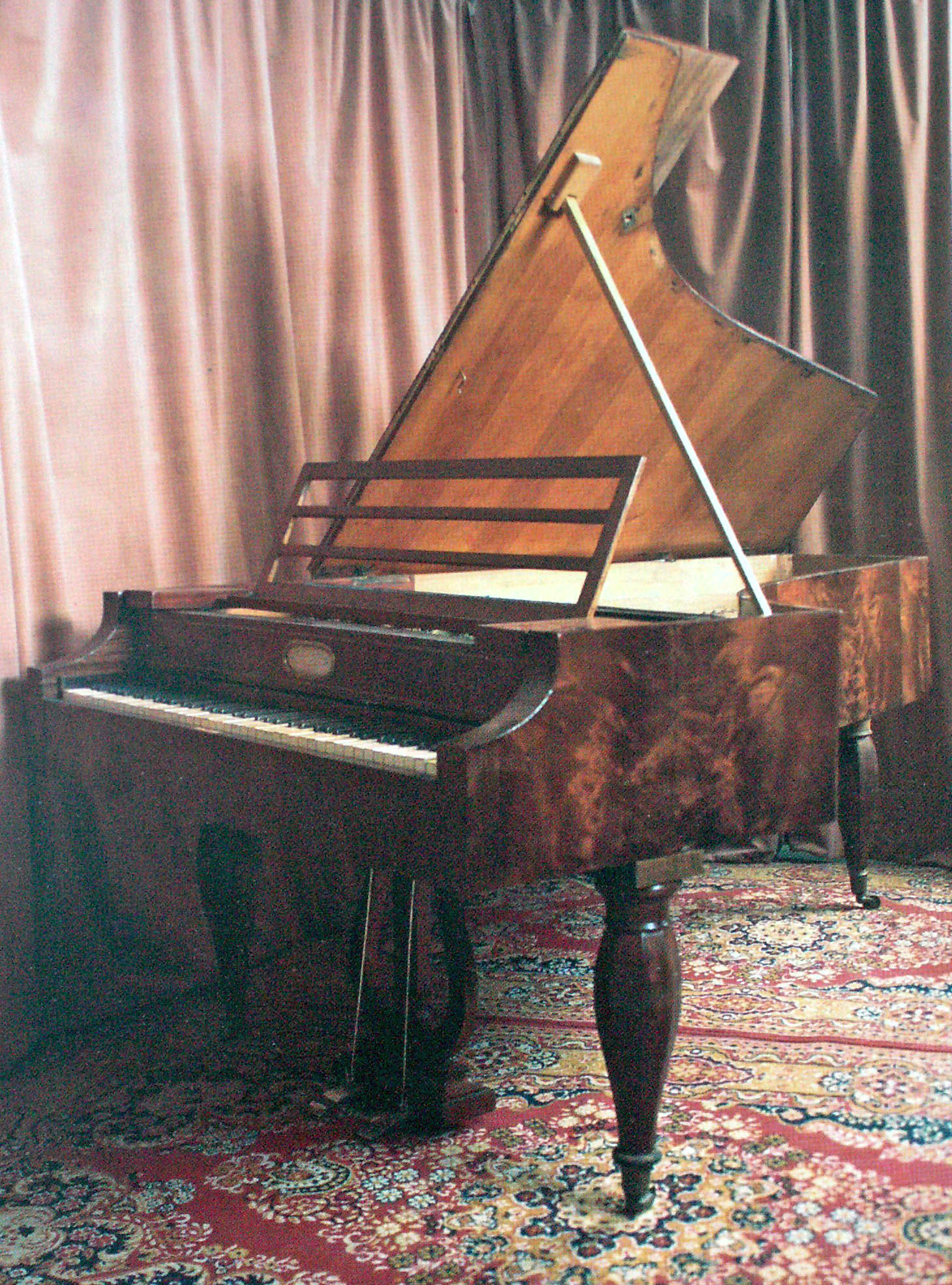
フォルテピアノ、フレデリック・ブッフホルツ、1835年頃。

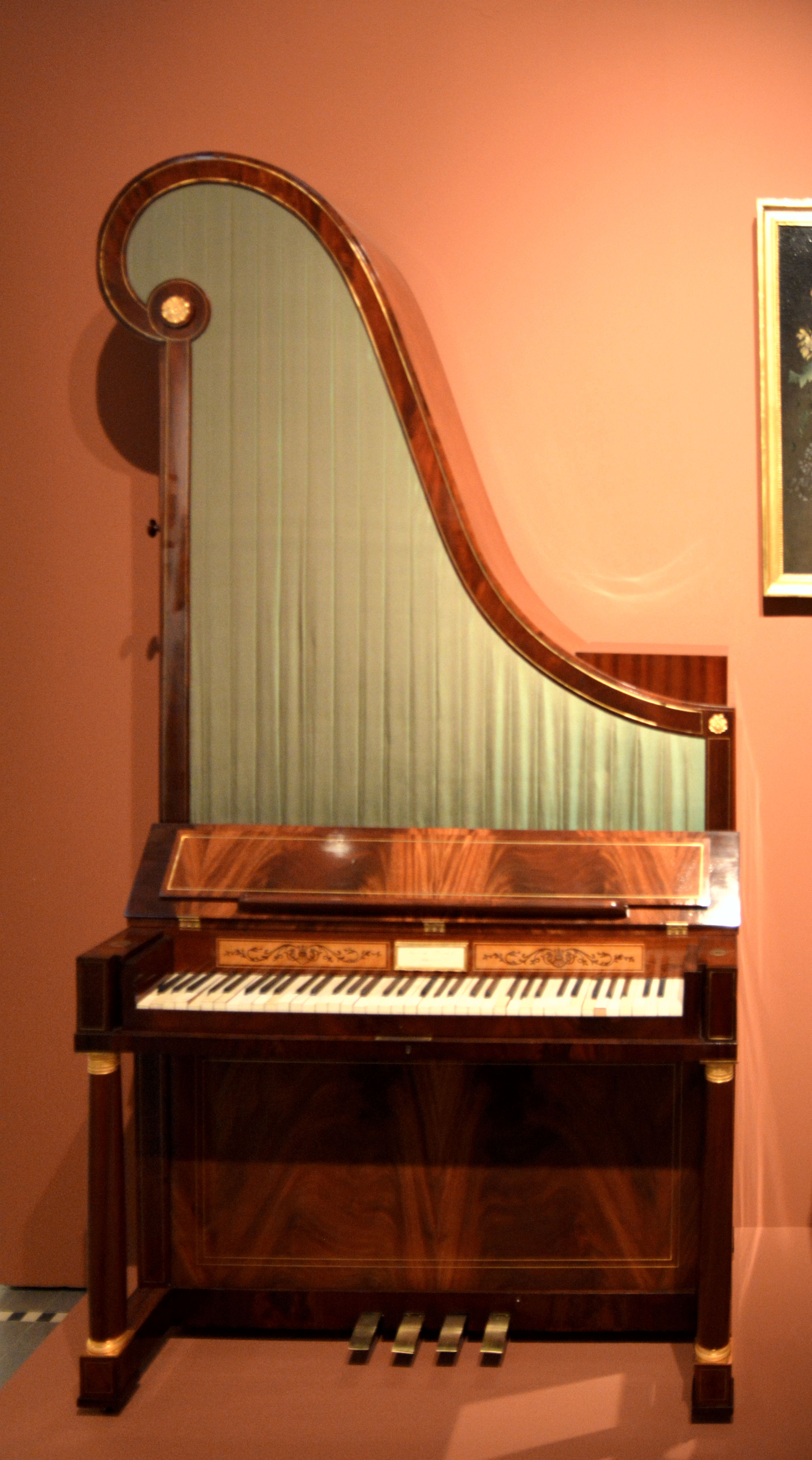
ジラフ・ピアノ、フレデリック・ブッフホルツ、1820年頃。

フルィデールィク（フリードリヒ）・ブッフホルツ（FryderykまたはFriedrich Buchholtz、1792年5月12日オルシュティネク〔プロイセン王国ホーヘンシュタイン〕生、1837年５月15日ワルシャワ没）は、ピアニスト、ピアノ製作者、オルガン製作者であり、1825年から1826年はワルシャワ・オーバーギルドのギルドマスターを務めた。
日本語ではブーフホルツとも表記される。

## 略歴
フリードリヒ・ブッフホルツは、ワルシャワ在住のアンジェイ・ブッフホルツ（Andrzej Buchholtz）と妻のエヴァ（Ewa）の息子である。
年季明けの職人としてブッフホルツはワルシャワから旅に出た。1815年頃、ブッフホルツはウィーンで学んだ後にオルゲルバウマイスター（オルガン製作マイスター）の免許状を持ってワルシャワに戻り、マゾヴィエツカ（Mazowiecka）通り1352番地にピアノ・オルガン製作工房を開いた。1825年、ブッフホルツは家と店舗を購入した。1817年から1819年頃、ブッフホルツはW. BauerおよびW. Janseと共にオルガン・楽器製作者の信徒団またはギルドの設立を当局に申請し、その後ギルドのグランドマスターとなった。
最初、ブッフホルツはジラフ・ピアノを製作し、すぐに認知度を高めた。ブッフホルツはこういった楽器を1823年（銀メダルを受賞）と1825年のワルシャワ見本市に出品した。1825年、ブッフホルツはF. Brunnerと共にMelodikordionを出品し、賞を得た。1825年の後、ブッフホルツはウィーン式およびイングランド式アクションを持つグランドピアノに生産を限定した。1826年から、ロンドンからマリア・シマノフスカが持ち込んだ様式のイングランド様式の楽器を製作した。ギルドのピアノ製作者として初めて、ブッフホルツは1827年から金属フレームマウントを使用し、それまでは必須であったピアノケースを捨てた。
1830年代、ブッフホルツと息子のユリアン（Julian）は低音部と高音部で分離したマフラーを持つピアノを製作した。彼の楽器は音楽家の間で最良の評価を得た。フレデリック・ショパンはブッフホルツの家の芸術サロンと工房に頻繁に訪れ、ブッフホルツのピアノを購入した（このピアノは後に1月蜂起で燃えてしまった）。毎度2名以上の客がショパンの演奏を聴きに訪ねてくるので、会社をブッフホルツの工房に移したのだと言われた。
ブッフホルツのグランドピアノは1823年にショパン（当時13歳）がワルシャワで初の演奏会を開催した際にも使用された。
ブッフホルツの会社の従業員には、 J. Manning（1826年–1837年）、J. Kerntopf（1830年–1839年）、J. S. Luboradzki（1822年-1826年）がいた。ブッフホルツの工房製のオルガンはChełm Pelplinで復元されたものだけが知られている。
ブッフホルツは1819年にEmilia Boratyńskiと結婚し、15人の子供をもうけた。その中にはユリアン、アロイジ（Alojzy、1822年生）、マチルダ・ドブロヴォルスカ（Matylda Dobrowolska、1825年–1910年）がいた。
ブッフホルツは1837年に亡くなり、ワルシャワのアウクスブルク信仰告白福音教会の墓地に埋葬された。彼の死後、会社は（J. S. Luboradzkiの助けを受けて）妻に任され、1841年から1846年頃までは息子のユリアンが運営した。しかしユリアンの経営はうまくいかず、1846年頃に会社は倒産した。
ワルシャワ博物館のジラフピアノやポズナン博物館のグランドピアノ、ワルシャワのフレデリック・ショパン協会のグランドピアノ、アントニンのラジヴィウ公爵邸のピアノを含む数台のブッフホルツ製ピアノが今日まで保存されている。
2017年に、フレデリック・ショパン研究所は、ブッフホルツ・グランドピアノの復元を、ピアノ製作者・修復者のポール・マクナルティに依頼した（オリジナルはワルシャワショパン博物館所蔵の故障品）。この楽器は、2018年9月の第1回ショパン国際ピリオド楽器コンクールで使用された。

## 録音
1. Krzysztof Książek. Fryderyk Chopin, Karol Kurpiński. Piano Concerto No.2 f-moll (solo version), Mazurkas, Ballade; Fugue & Coda B-dur. Played on a copy of a Buchholtz instrument made by Paul McNulty.
2. Tomasz Ritter. Fryderyk Chopin. Sonata in B Minor, Ballade in F minor, Polonaises, Mazurkas. Karol Kurpinski. Polonaise in D minor. Played on the 1842 Pleyel piano, the 1837 Erard piano and a copy of Buchholtz piano from ca 1825-1826 made by Paul McNulty.
3. Alexei Lubimov and his colleagues. Ludwig van Beethoven. Complete piano sonatas. Played on copies of Stein, Walter, Graf, Buchholtz instruments made by Paul McNulty.